# 陳鉅源

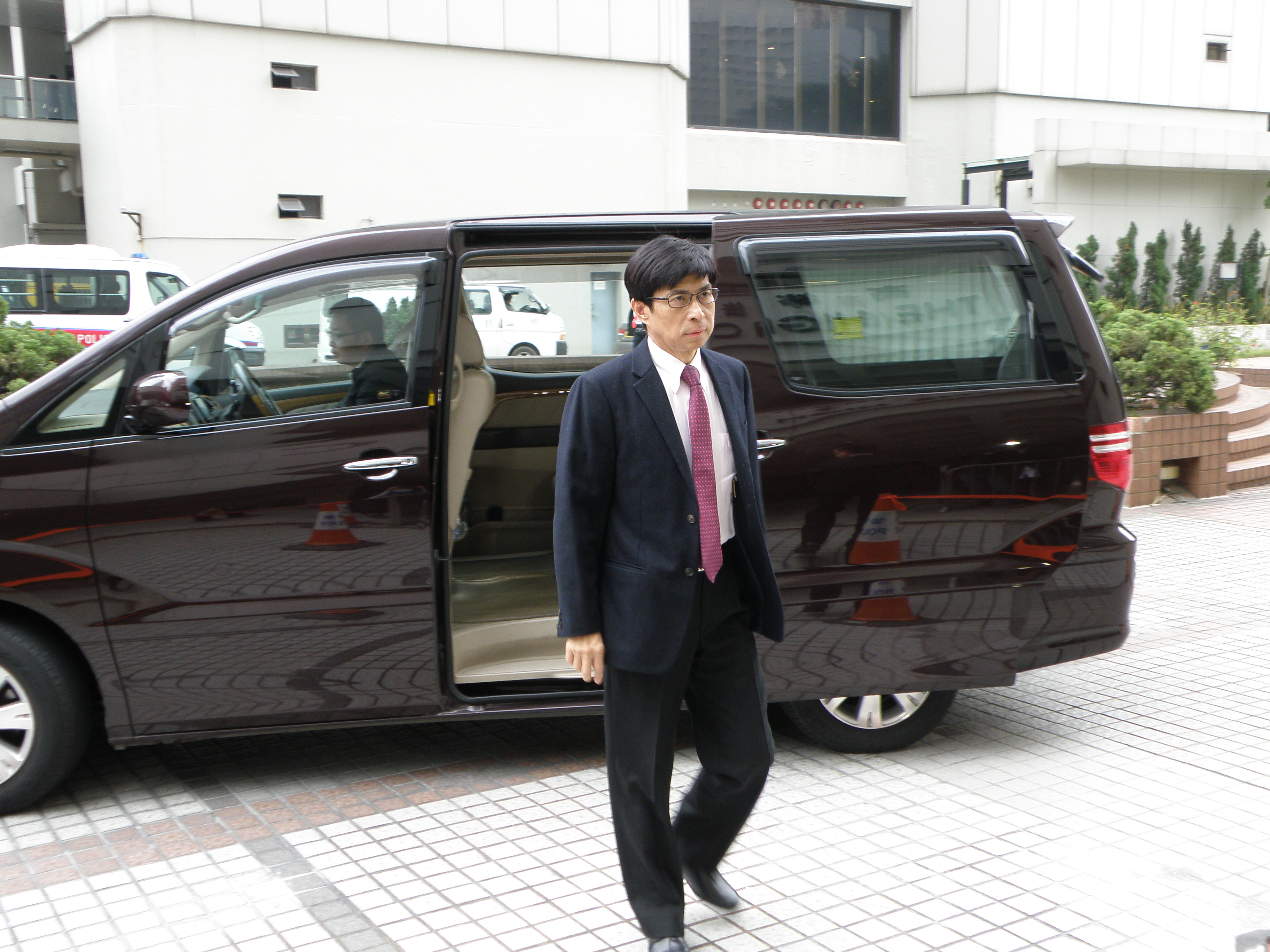
陳鉅源

陳鉅源（英語：Thomas CHAN Kui Yuen，1946年—2019年12月17日），是新鴻基地產前任執行董事。陳鉅源曾就讀高主教書院（1964年中五，同屆同學尚有王永平），1965年以中華基督教青年會中學學生身份（1965年中六）報考舊制最後一屆中文中學會考。他1964年首次參加英文中學會考時考獲1個2級良好（世界歷史）、2個3級良好（中國文學及中國歷史、純數）、4個4級及格（英文、中文、聖經、生物）、1個5級及格（地理）、以及1個6級及格（化學）成績。陳鉅源其後在1970年畢業於香港中文大學聯合書院，1973年入職新鴻基集團，1987年9月開始出任新鴻基執行委員會成員，專責收購土地及工程策劃。2012年3月19日被因涉嫌賄賂被廉政公署拘捕。2014年12月23日，香港高等法院判處陳鉅源監禁6年並罰款50萬港元。他原定於2018年12月19日出獄，但在獄中發現患上血癌，病情惡化，醫生認為不宜繼續在監獄醫院留醫，懲教署長因此向特首匯報，同年10月中獲特首赦免餘下刑期出獄治療。2019年12月17日，陳鉅源因病逝世，享壽73歲。

## 其它
- 2007年香港公開大學榮譽大學院士
- 新意網集團非執行董事
- 香港貿易發展局基建發展服務諮詢委員會及中國貿易諮詢委員會之委員
- 香港地產建設商會國內事務委員會、及土地及建設諮詢委員會委員
- 香港越南商會董事
- 香港大學工商管理碩士課程諮詢委員會成員
- 曾任香港公開大學校董會
- 智經研究中心醫療研究小組成員
- 地產代理監管局成員
- 董事袍金: 港幣10萬元，加其他酬金約港幣1100萬

## 外部參考
- 新鴻基地產2010年，年報 124頁

## 新聞
- 新地無交代陳鉅源是否停職